# لانز-سن-ژان، کبک
لانز-سن-ژان (به فرانسوی: L'Anse-Saint-Jean) شهری در منطقه شهری لو افجور-دو-ساگونه ناحیه سگونه-لاک-سن-ژان در استان کبک کانادا است. در سرشماری سال ۲۰۱۱ این شهر ۱٬۱۴۳ نفر جمعیت داشته‌است و مساحت آن ۵۲۷٫۰۶ کیلومتر مربع است.